# 16ª Squadriglia
La 16ª Squadriglia fu operativa dal gennaio 1918 sull'Aeroporto di Padova.

## Storia

### Prima guerra mondiale
Il reparto nasce sull'Aeroporto di Padova il 22 gennaio 1918 al comando del Tenente Nino Bartoli che dispone di 3 sezioni. La 1^ su Savoia-Pomilio SP.3 con cannoncino FIAT-Revelli da 25,4 Mod. 1917 e la 2^ e 3^ su Caproni che montavano anche la versione da 37 mm. La 1ª sezione dotata di 4 piloti doveva difendere Padova dai dirigibili e dipendeva dal Comando Difesa Aerea di Padova e le altre 2 sezioni dovevano attaccare treni, stazioni, truppe in movimento agli ordini del Comando d'Aeronautica del Comando supremo militare italiano.
Il 29 marzo 2 S.P.3 bombardano Primolano ed il 12 aprile l'unità si sposta al Campo di aviazione di Arquà Petrarca dove dal 14 aprile dipende dal XIV Gruppo. Il 14 maggio un Ca. lancia 12 bombe sul campo di Feltre ed il 24 maggio i 2 S.P.3 si distaccano e il reparto passa al Ten. Tommaso Salazar che dispone di 3 Ca, altri 6 piloti e 8 mitraglieri e cannonieri. Il 1º giugno bombardano il campo austriaco di San Pietro in Campo di Belluno ed il 7 giugno il campo di Godega di Sant'Urbano. Dopo 6 voli di guerra il Comando supremo la scioglie il 20 giugno 1918 distribuendo personale e materiale alle altre squadriglie.

### Regia Aeronautica
Nel 1930 opera con gli IMAM Ro.1 della Regia Aeronautica all'Aeroporto di Benina vicino a Bengasi nell'Aviazione della Cirenaica e nel 1938 ad El-Adem (poi Base aerea Gamal Abd el-Nasser) nel 2º Gruppo Aviazione di Presidio Coloniale dove era anche al 10 giugno 1940 con 4 Caproni Ca.309.